# 托尔斯滕·桑德林
托尔斯滕·桑德林（瑞典語：Torsten Sandelin，1887年9月28日—1950年5月8日），芬兰男子体操运动员。他曾获得1908年夏季奥运会体操比赛男子团体全能铜牌。1909年，他代表Ylioppilasvoimistelijat队在全国体操锦标赛上获得男子团体冠军。